# 聖羅莎德奧索斯

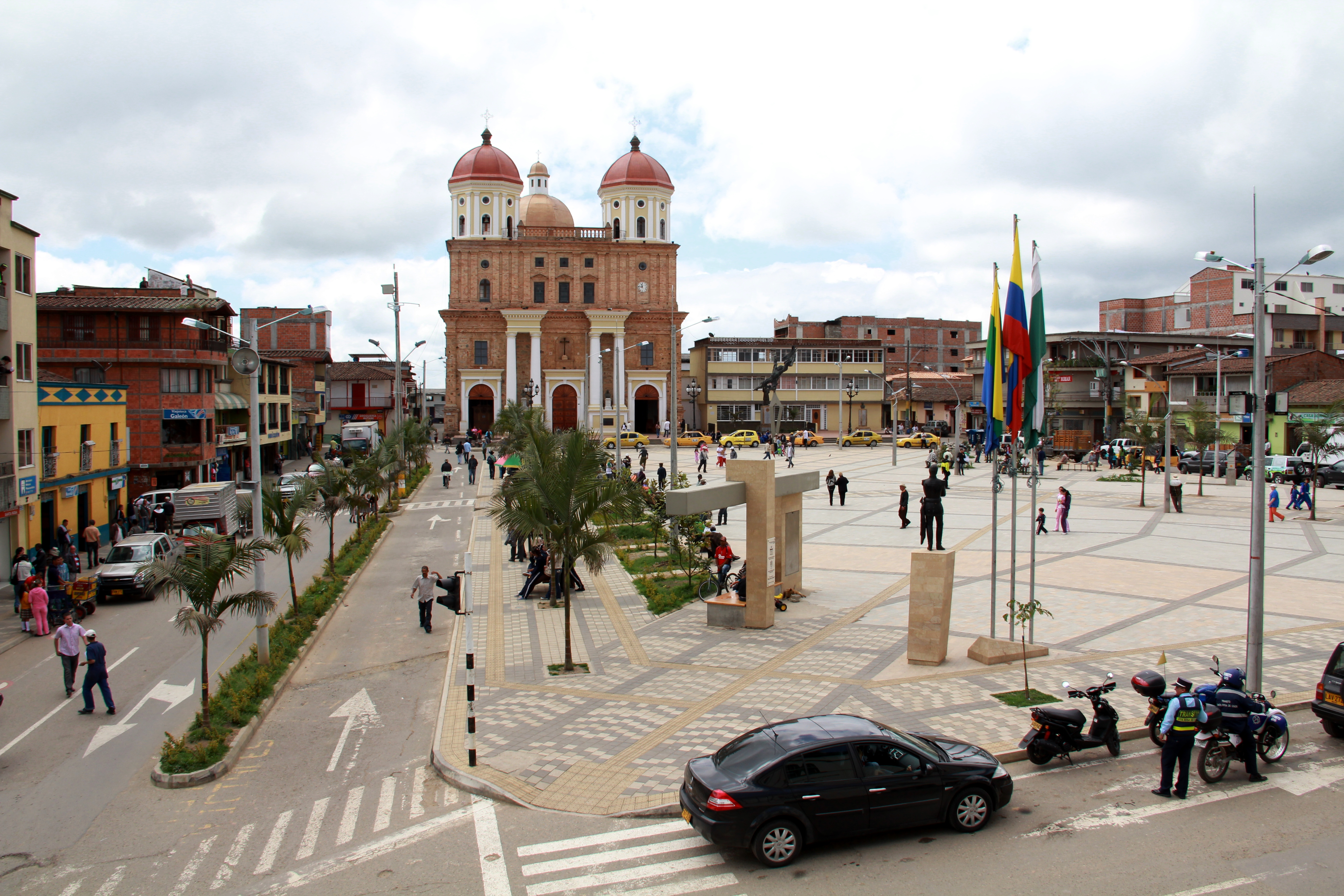

聖羅莎德奧索斯是哥倫比亞的城鎮，位於該國西北部，由安蒂奧基亞省負責管轄，距離首府麥德林74公里，始建於1636年，面積812平方公里，海拔高度2,550米，2005年人口31,028。

## 外部連結
- http://dsro.org （页面存档备份，存于）
- http://catedralsantarosadeosos.org/ （页面存档备份，存于）

6°39′N 75°28′W / 6.650°N 75.467°W